# 戈德弗鲁瓦一世 (下洛林)
戈德弗魯瓦一世（法語：Godefroid Ier de Metz，940年/945年—964年）自958年起為埃諾伯爵，自959年起為下洛林的侯爵或副公爵，當時該公國由洛林公爵布魯諾分割，而布魯諾直到964年去世前一直擔任洛林公爵。

## 生平
戈弗雷是洛泰林吉亞宮廷伯爵戈弗雷與厄門特魯德之子。作為查理曼的六世孫，戈弗雷通過血緣與婚姻與歐洲多個重要王室家族相連。其祖母奧達先後嫁予加洛林王朝洛泰林吉亞國王茲溫蒂博爾德與梅斯伯爵格哈德一世，並為薩克森王朝德意志國王捕鳥者亨利之妹。其姑母奧達嫁予比德高及梅廷高伯爵戈茲林，因此他與後代同樣成為下洛林公爵凡爾登伯爵戈弗雷一世的表親。
958年，布魯諾鎮壓埃諾伯爵雷尼耶三世叛亂並將其流放，將埃諾伯國授予戈弗雷。次年，為便於防禦內外敵人，洛林公國被劃分為兩部分：戈弗雷被賜封地下洛林，上洛林則由弗雷德里克統治。962年，他受封于利希伯爵。同年，戈弗雷隨其表叔父神聖羅馬皇帝鄂圖一世遠征意大利討伐篡位阿達爾伯特，後於964年在羅馬因疫病去世。